# Jacques Lafleur
Jacques Lafleur (Nouméa, 20 de novembre de 1932 - 4 de desembre del 2010) va ser un polític caldoche de Nova Caledònia. Era fill de l'industrial Henri Lafleur, senador pel territori i opositor a la Unió Caledoniana, dirigida aleshores per Maurice Lenormand. Es llicencià en dret a la Universitat de París. El 1972 entrà per primer cop a l'Assemblea Territorial de Nova Caledònia, i el 1977 va fundar amb Dick Ukeiwé el Reagrupament per Caledònia en la República, partit anti-independentista amb el patrocini de Jacques Chirac. A les eleccions territorials de Nova Caledònia de 1979 va obtenir la majoria a l'Assemblea Territorial davant el Front Independentista, i quan el FLNKS va decidir boicotejar les institucions el 1984 fou el cap visible de les forces anti-independentistes que negociaren un nou estatut amb Laurent Fabius i Edgar Pisani el 1985, i que signaren els Acords de Matignon de 1988.
D'altra banda, a les eleccions legislatives franceses de 1978 fou elegit diputat a l'Assemblea Nacional Francesa dins les files del Reagrupament per la República. Després de les eleccions legislatives franceses de 2002 va formar part de la Unió pel Moviment Popular, i va mantenir-se a l'escó fins al 2007.
Després de les eleccions provincials de Nova Caledònia de 1989 fou nomenat president de la Província del Sud. El gener de 1993 Dick Ukeiwé va abandonar el partit per a fundar el seu propi grup, el Mouvement des Calédoniens libres (MCL), i el 1998 també fou un dels signataris de l'Acord de Nouméa, cosa que li va valdre revalidar el seu càrrec a les eleccions de 1999. Però l'enfrontament entre els seus probables successors, Harold Martin, Pierre Frogier i Philippe Gomès, i el qüestionament del seu lideratge va provocar l'escissió d'Avenir ensemble, que a les eleccions provincials de Nova Caledònia de 2004 el van desplaçar de la presidència provincial i dimití com a cap del partit, deixant-lo a Pierre Frogier, qui en transformà en Reagrupament-UMP.
Per la seva banda, Lafleur deixà el partit per a fundar el 2005 Reagrupament per Caledònia amb l'esperança de recuperar el poder perdut, però fou derrotat a les eleccions legislatives franceses de 2007 va perdre l'escó (igual que la guadelupenya Lucette Michaux-Chevry i el tahitià Gaston Flosse). A les eleccions provincials de Nova Caledònia de 2009 es presentà com a cap de llista del seu partit (RPC) i va obtenir un escó al Congrés de Nova Caledònia.